# Горулин, Иннокентий Яковлевич
Иннокентий Яковлевич Горулин — советский хозяйственный, государственный и политический деятель.

## Биография
Родился в 1924 году в Халарчинской тундре. Член ВКП(б).
С 1942 года — на хозяйственной, общественной и политической работе. В 1942—1985 гг. — оленеводом-счетчиком в колхозе «Турваургин», заведующим оленфермой, бригадиром оленеводческой бригады Колымского отделения совхоза «Нижнеколымский», заведующий оленфермой совхоза «Нижнеколымский», бригадир, оленевод-наставник.
Был депутатом Верховного Совета СССР 8-го созыва.
Заслуженный работник народного хозяйства Якутской АССР. Почетный гражданин Нижнеколымского района (2001).